# Michael Craig
Michael Craig, född Michael Francis Gregson 27 januari 1929 i Poona, Maharashtra är en brittisk skådespelare och manusförfattare.

## Rollista i urval
- 1954 – Skräckens timmar
- 1958 – Den tysta fienden
- 1960 – Doktorn är kär
- 1960 – Tyst vrede (även manus)
- 1961 – Heta stålar
- 1962 – Hemligt uppdrag i Atén
- 1962 – Håll ångan oppe!
- 1964 – Karlavagnens bleka stjärnor
- 1965 – Att leva på toppen
- 1966 – Modesty Blaise
- 1968 – Star!
- 1976 – The Outsiders (TV-serie) (även manus)
- 1986 – Robin av Sherwood (TV-serie)
- 1988 – Döden till mötes